# Metasalis
Metasalis is een geslacht van wantsen uit de familie van de Tingidae (Netwantsen). Het geslacht werd voor het eerst wetenschappelijk beschreven door Lee in 1971.

## Soorten
Het genus is monotypisch en bevat alleen de volgende soort:

- Metasalis populi (Takeya, 1932)